# Рейхсмарине
Рейхсмарине (нем. Reichsmarine, флот рейха или «имперский флот») — официальное название германских военно-морских сил в период Веймарской республики и в первые годы Третьего рейха с 1921 по 1935 год.
После того как в январе 1919 года вооруженные силы Германии были распущены, в марте 1919 года правительство Германской республики приняло решение сформировать временный рейхсвер общей численностью 400 тыс. человек личного состава. По условиям Версальского мирного договора 1919 года и разработанного на их основе военного закона от 23 марта 1921 года численность личного состава и вооружение вооруженных сил  Германской республики были ограничены до 115 тыс. человек, из них 100 тыс. в сухопутных войсках и 15 тыс. во флоте. В 1921 году рейхсмарине получили остатки прежних императорских военно-морских сил. 
В 1935 году, через два года после прихода к власти национал-социалистов, рейхсмарине были переименованы в кригсмарине (военный флот).

## История

### Конец кайзерского флота

Эскиз флага, 1919 год (не использовался)

Первая мировая война закончилась для немецкого флота затоплением флота в Скапа-Флоу.

### Версаль
По условиям Версальского мирного договора вооруженные силы Германии подлежали реорганизации. В составе флота было позволено иметь следующие корабли:
| Тип             | Водоизмещение, т | Главный калибр | В строю | В резерве |
| --------------- | ---------------- | -------------- | ------- | --------- |
| Линкоры         | 10 000           | 280-мм         | 6       | 2         |
| Лёгкие крейсера | 6 000            | 150-мм         | 6       | 2         |
| Эсминцы         | 800              |                | 12      | 4         |
| Миноносцы       | 200              |                | 12      | 4         |

Дополнительно к этому разрешено было некоторое количество малых вспомогательных судов. Подводные лодки были под запретом.

### Создание нового флота

#### Начало

##### Первые корабли

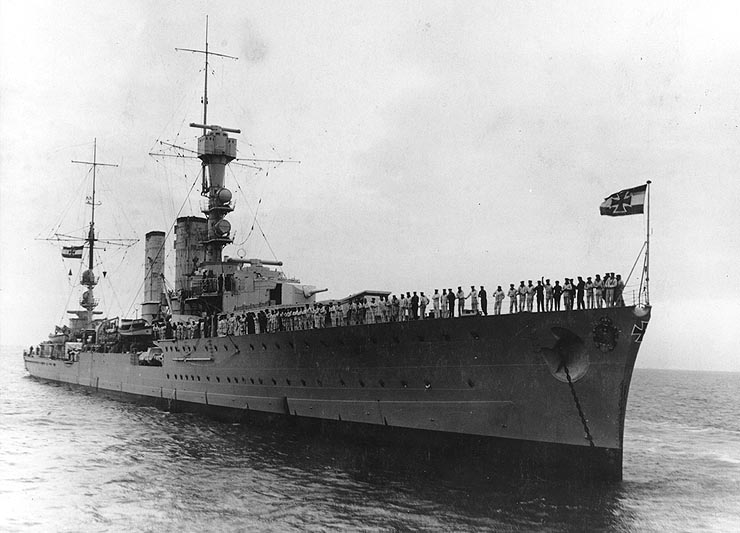
Первый корабль нового флота - лёгкий крейсер «Эмден»

«Инвалидный» флот, оставленный Германии по условиям Версальского мирного договора, не мог удовлетворить амбиции военного и политического руководства послевоенной Германии. Использование устаревших кораблей было бы затруднительно даже при ведении оборонительных действий вблизи германского побережья и на Балтике. Наличие пусть небольшого, но эффективного флота при возникновении в Европе военного конфликта могло бы сделать Германию выгодным союзником — максимум, на что могло рассчитывать в то время немецкое правительство.
Главным барьером на пути постройки новых современных боевых кораблей на этом этапе были даже не ограничения Версаля (по его условиям Германия могла начать замену старых кораблей уже в начале 1920-х), а отсутствие средств. Тяжёлые экономические условия в Германии, кризис, приведший к остановке многих промышленных предприятий и растущая безработица вкупе с политической неустойчивостью привели к почти полному замораживанию программы обновления флота. Не обошли флот стороной и политические эксцессы начала 20-х (в частности, из-за обвинений в участии в капповском путче был вынужден подать в отставку главнокомандующий флотом адмирал Адольф фон Трота), что тоже не способствовало росту престижа флота.
Первый корабль, лёгкий крейсер «Эмден» (взамен старого «Ниобе»), был заложен в 1921 году. Проектирование нового корабля в условиях жёстких финансовых ограничений было невозможным, поэтому при постройке использовали проектную документацию последнего крейсера, построенного при кайзере. Фактически это был крейсер типа «Кёнигсберг II», однако его спуск на воду в 1925 году стал для флота событием, знаменовавшим возврат его прежнего статуса. Сразу после этого были заложены лёгкие крейсера серии «K», уже оригинальной разработки.

##### Поиск путей развития флота
В области теории войны на море также велась работа. Концепция использования флота во время Первой мировой войны была подвергнута тщательному критическому анализу. До войны в среде руководства флотом, включая адмирала Тирпица, господствовали идеи американского адмирала Альфреда Мэхэна, опубликованные в работе «Влияние морской силы на историю». В них развивалась мысль о доминирующем значении морских коммуникаций для завоевания морского господства, особая роль при этом отводилась сражению как решающему моменту в противоборстве флотов.
В ходе боевых действий в Первую мировую войну выяснилось, однако, что британскому флоту для контроля судоходных путей достаточно было установить дальнюю блокаду Германии, в то время как кайзеровский флот, не имея развитой системы базирования, мог действовать лишь в ограниченном пространстве Северного моря и Балтики. Большую негативную роль сыграло также сугубо континентальное мышление немецкого военного руководства и отношение к флоту как к второстепенному виду вооружённых сил, который не учитывался в большой стратегии.
Работы Вольфганга Вегенера о необходимости создания океанского флота с развитой системой баз (в Норвегии и Франции) для ведения войны на коммуникациях и военного союза с Америкой и Грооса, где тезисы об определяющей роли морского сражения сочетались с идеями о необходимости общей стратегии армии и флота, хотя и не стали определяющими, но вызванная ими дискуссия во многом оказала влияние на развитие флота.

#### «Карманные линкоры»

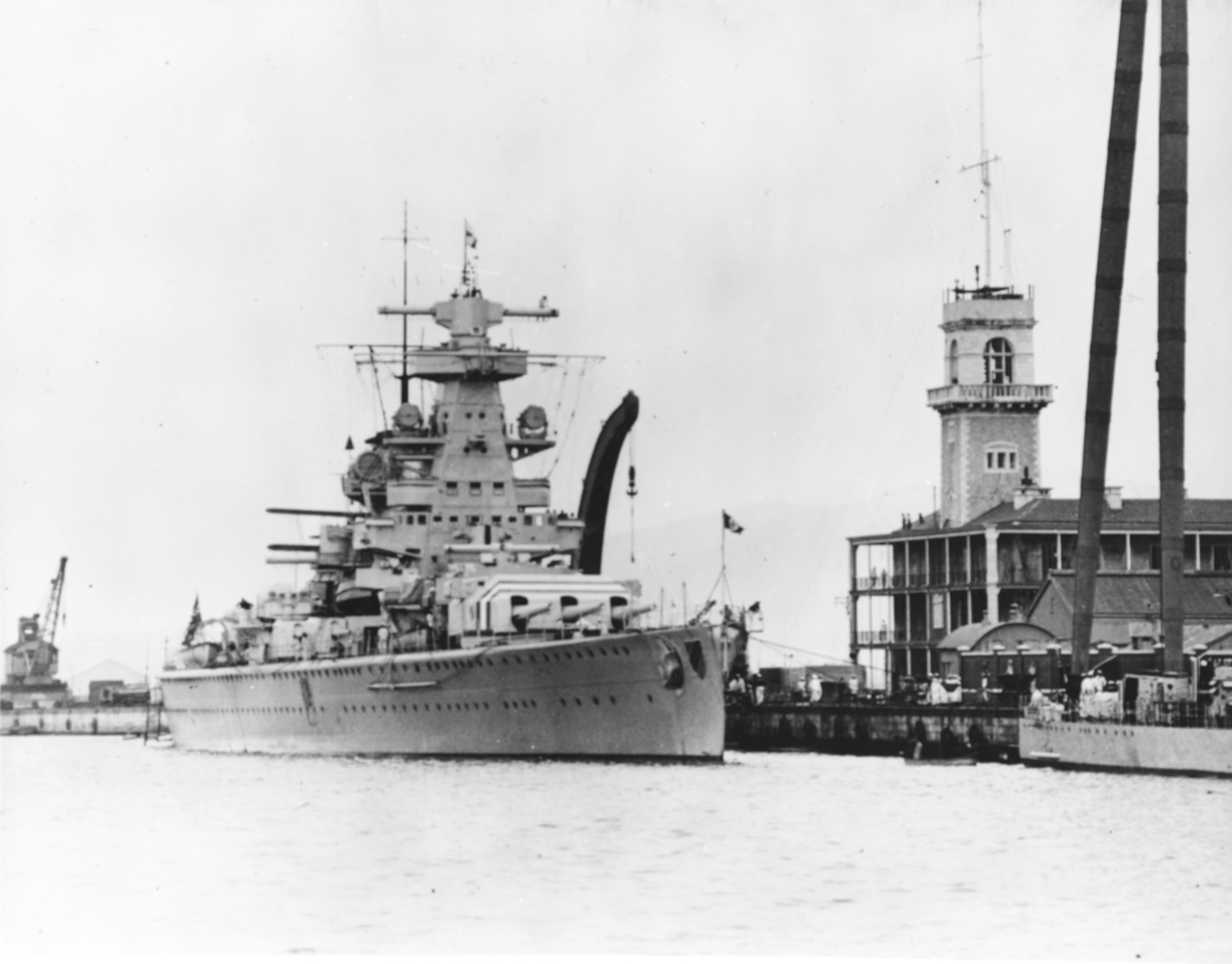
«Карманный линкор» «Адмирал Шеер»

#### Обход Версальского договора

##### Тайное финансирование
На секретные мероприятия в интересах ВМФ использовались средства из так называемых «чёрных фондов». Они формировались в обход бюджета — например, от реализации военных излишков или из сумм, предназначенных для защиты Рурской области. Средства шли на финансирование проектов по перевооружению, в частности на постройку торпедных катеров и тральщиков. Другим проектом была программа строительства подводных лодок за границей. Когда в 1928 году это вскрылось (так называемое «Дело Ломана»), в отставку были вынуждены подать министр обороны д-р Гесслер и командующий ВМС адмирал Ценкер.
С приходом нового командующего флотом, адмирала Редера, статьи, нарушающие условия Версальского мирного договора, с помощью чиновников Государственного Казначейства и членов бюджетного комитета рейхстага были «легализованы» — включены в бюджет как «секретные».

##### Подводные лодки
Для сохранения потенциала хорошо проявившего себя в войне подводного флота руководство Рейхсмарине в 1922 году приобрело через подставных лиц (концерн «Дешимаг») голландскую фирму «Кораблестроительное конструкторское бюро» (нидерл. Ingenieurskaantor voor Scheepsbouw, IvS), занимавшуюся проектированием кораблей. Её штат был дополнен немецкими специалистами, как гражданскими, так и уволившимися в запас офицерами флота. В 1920-х годах по заказам других государств было спроектировано несколько типов подводных лодок, эти проекты впоследствии легли в основу кораблестроительных программ в самой Германии. Так были построены 750-тонная подводная лодка Е-1 в Испании и 250-тонная подводная лодка «Весикко» в Финляндии. Разработанный проект 750-тонной подлодки был использован при создании советских лодок типа «С» и послужил основой для разработки немецких лодок типа IX, а финская субмарина стала прямой предшественницей немецких малых лодок типа II.
В 1933 году в Германии была создана «Школа противолодочной обороны» (нем. Unterseebootsabwehrschule, UAS), служившая также и для подготовки личного состава будущего подводного флота. Первые собственные подводные лодки, типа IIA, были заложены за границей и в разобранном виде в условиях строжайшей секретности в начале 1935 года доставлены в Германию (были введены в строй одновременно с подписанием Лондонского морского соглашения, отменившего это ограничение).

##### Морская авиация
Когда в 1928 году правительство санкционировало приобретение для нужд вооружённых сил нескольких самолётов («для экспериментальных целей»), руководство флота смогло получить несколько гидропланов.
Ограничения Версаля предусматривали для флота наличие некоторого количества противовоздушных орудий, и самолёты были получены в качестве «объектов для учебных стрельб». Все работы по развитию морской авиации происходили в обстановке секретности, специально для этого была создана подставная организация под названием «Авиационные услуги». По программе военно-морского флота проходило обучение пилотов гражданской авиации, проектировались самолёты, разрабатывалось радиооборудование для них. В 1933 году вся деятельность по созданию морской авиации была свёрнута ввиду передачи всей авиации Герингу. В результате в ходе второй мировой войны немецкий флот не имел своей авиации и в вопросах воздушной поддержки был вынужден полностью полагаться на люфтваффе.

### Лондонское морское соглашение
В ноябре 1932 года министр обороны фон Шлейхер утвердил долгосрочную программу модернизации флота, по которой планировалось строительство надводных кораблей, а также создание организационных предпосылок для строительства подводных лодок и морской авиации. Пришедшее через несколько месяцев к власти правительство Гитлера полностью переняло эти планы.
16 марта 1935 года Гитлер заявил о денонсации ограничительных статей Версальского договора, что естественным образом вызвало негативную реакцию со стороны Великобритании и Франции. В ходе последовавших англо-германских консультаций немецкая сторона предложила ограничить собственный флот 35 % от британского. Эта инициатива нашла положительный отклик со стороны Великобритании, так как срок действия Вашингтонских соглашений 1922 года уже истекал, и продлить их уже не представлялось возможным. Британское правительство было вынуждено заключать сепаратные соглашения с другими морскими державами.
18 июня 1935 года договор между Великобританией и Германией был подписан. По его условиям Германия добровольно ограничивала свой флот по надводным кораблям 35 % (по каждому классу отдельно) от британского (включая флоты стран Содружества) по водоизмещению, по подводным лодкам — 45 %, причём при заблаговременном уведомлении тоннаж подводных лодок мог быть увеличен до 100 % от английского за счёт других классов кораблей (в 1938 году это было сделано).
Для Германии на момент подписания это означало (суммарный тоннаж по классам кораблей):
- Линкоры — 184 000 т
- Авианосцы — 47 000 т
- Тяжёлые крейсера — 51 000 т
- Лёгкие крейсера — 67 000 т
- Эсминцы — 52 000 т
- Подводные лодки — 23 700 т

Водоизмещение линкоров было ограничено 35 000 т (как у Великобритании — требование Вашингтонских соглашений). Дополнительно к договору Германия через год, 3 сентября 1936 года, подписала Лондонский протокол по подводным лодкам (обязательство использовать подводные лодки исключительно в рамках призового права).
9 июля 1935 года в Германии было объявлено о новой кораблестроительной программе.
В течение 1935 года планировалось начать строительство:
- 2 линкоров (водоизмещением 26 000 т с орудиями калибром 283-мм)
- 2 крейсеров (10 000 т, 203-мм)
- 16 эсминцев (1625 т, 127-мм, большая часть уже была заложена в 1934—1935 годах)
- 28 подводных лодок (20 × 250-тонных (несколько из них к тому времени уже было построено), 6 × 500-тонных, 2 × 750-тонных)

В следующем году должны были быть заложены дополнительные линкоры и авианосец.

## Военная доктрина

Карта Германии после Первой мировой войны

В результате территориальных изменений, произошедших в Европе после окончания Первой мировой войны, в качестве естественных противников Германии рассматривались Польша и связанная с ней союзническим договором Франция. Причиной этого были так называемый «Польский коридор», отделивший Восточную Пруссию от остальной Германии, и достаточно неопределённый статус Данцига — «вольного города», территории, находившейся под управлением Лиги Наций и населённой преимущественно этническими немцами. Угроза захвата Польшей Данцига и Восточной Пруссии находила косвенное подтверждение ростом вооружённых сил Польши и имевшимся прецедентом — захватом Мемеля литовскими и Вильно польскими войсками в 1922 году.
Исходя из сложившейся ситуации, руководство вооружёнными силами в 1920-х годах планировало следующие варианты ведения боевых действий (применительно к флоту):
- Восточный оборонительный вариант. В случае нападения Польши на Данциг и Восточную Пруссию флот должен был нанести удар в направлении Гдыни, действуя против береговых оборонительных сооружений. Предполагалось также блокировать порт Гдыни постановкой минных заграждений.
- Балтийский оборонительный вариант. Данный вариант рассматривал действия против совместного флота Польши и Франции и оборону балтийского побережья. Планировалось закрыть вход в Балтийское море лёгкими силами флота и минными постановками.
- Вариант защиты германской торговли. Рассматривалось полноценное участие Франции в войне против Германии. Главным приоритетом флота в этом случае было оказание помощи немецкому торговому судоходству с использованием «карманных линкоров».

Позднее в число возможных противников на Балтике была включена Россия. Во всех вариантах обязательным условием считался нейтралитет Великобритании, ведение боевых действий против британского флота не рассматривалось вплоть до 1938 года.

## Организация и состав флота

### Организационная структура ВМФ Германии
Структура командования флотом в межвоенный период менялась. В 1930-х она выглядела следующим образом:
Управление ВМФ (Marineleitung)
- Командование флотом (Flottenkommando) в Киле
  - Командующий линейными кораблями (Befehlshaber der Linienschiffe), штаб в Вильгельмсхафене;
    - Линейные корабли «Силезия» (Флагманский корабль линейных кораблей), «Ганновер», «Шлезвиг-Гольштейн» (Флагманский корабль Рейхсмарине), «Гессен»;

  - Командующий разведывательными силами (Befehlshaber der Aufklärungsstreitkräfte), штаб в Киле;
    - Лёгкие крейсеры «Кёнисгберг» (Флагманский корабль разведывательных сил), «Эмден», «Лейпциг», «Кёльн»;
    - 1-я флотилия миноносцев (I. Torpedobootsflottille), база в Свинемюнде (Померания);
      - Миноносцы «Чайка», «Грифон», «Орлан», «Альбатрос», «Кондор», «Сокол»;

    - 2-я флотилия миноносцев (II. Torpedobootsflottille), база в Вильгельмсхафене (Ганновер);
      - Миноносцы «Волк», «Хорёк», «Ягуар», «Леопард», «Рысь», «Тигр»;

    - 1-я флотилия тральщиков (1. Minensuchhalbflottille), база в Киле (Шлезвиг-Гольштейн).
- Морская станция Балтийского моря в Киле
  - Дивизионы морской артиллерии (Marineartillerieabteilungen) в Киле, Свинемюнде и Пиллау;
  - Береговая разведка (Küstennachrichtenwesen), автомобильное подразделение (Fahrzeugverband) в Киле;
  - Торпедно-минная инспекция (Inspektion des Torpedo- und Minenwesens);
  - Инспекция морского образования (Inspektion des Bildungswesens der Marine), которой были подчинены военно-морские училища во Фленсбурге и Киле и особые военно-морские училища;
- Морская станция Северного моря в Вильгельмсхафене
  - Дивизионы морской артиллерии (Marineartillerieabteilungen) в Вильгельмсхафене, Куксхафене и Эмдене;
  - Береговая разведка (Küstennachrichtenwesen), автомобильное подразделение (Fahrzeugverband);
  - Инспекция морских депо (Marinedepotinspektion);
    - артиллерийские депо в Вильгельмсхафене, Куксхафене, Боркуме (недалеко от Эмдена), Пиллау, Свинемюнде и Киле, торпедные депо в Вильгельмсхафене, Киле, Грауэрорте (недалеко от Куксхафена) и т. д.

  - Инспекция морской артиллерии (Inspektion der Marineartillerie), которой были подчинены школы корабельной артиллерии в Киле и в Шиллиге (недалеко от Вильгельмсхафена).

### Состав флота

#### Корабли, оставленные Германии после войны

##### Линкоры (броненосцы)
- Тип «Дойчланд» (пре-дредноуты):

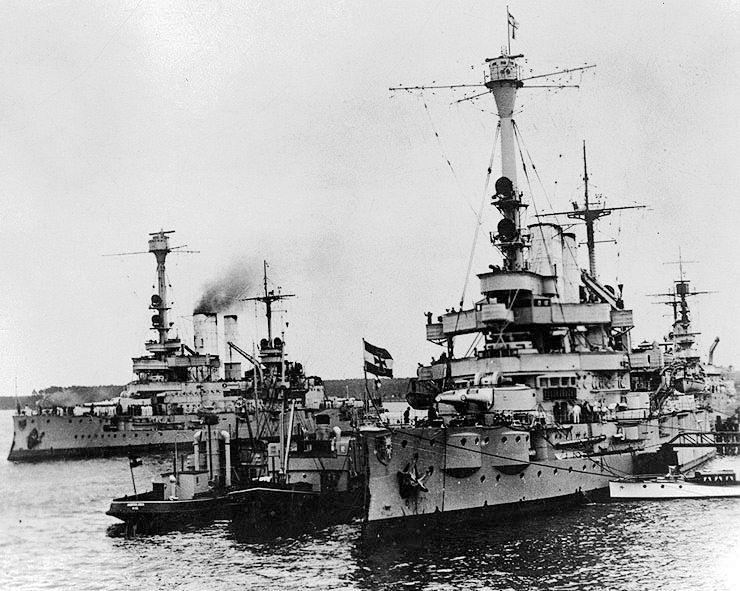
Линкоры «Шлезиен» и «Шлезвиг-Гольштейн», 1930 год

  - «Шлезиен» — введён в строй в 1908 г.
  - «Шлезвиг-Гольштейн» — введён в строй в 1908 г.
  - «Ганновер»
- Тип «Брауншвейг»:
  - «Брауншвейг»
  - «Эльзас»
  - «Гессен»
  - «Лотринген»
  - «Пройссен»
- Тип «Виттельсбах»:
  - «Церинген»

##### Лёгкие крейсера
- Тип «Газелле»:
  - «Ниобе» (разоружён, в резерве) — введён в строй в 1900 году, продан Югославскому королевству в 1925 году.
  - «Нимфе»
  - «Тетис»
  - «Амазоне»
  - «Медуза»
  - «Аркона»
- Тип «Бремен»:
  - «Гамбург»
  - «Берлин»

##### Малые корабли
- 12 миноносцев типа V-1
- 18 миноносцев типа S-138
- 4 торпедных катера типа «LM»
- 38 тральщиков типа «M»
- 8 малых тральщиков типа «FM»
- Канонерская лодка «Пантера»

#### Корабли новой постройки (1920—1935)

##### Тяжёлые крейсера
- Тип «Дойчланд» («карманные линкоры»):
  - «Дойчланд» — введён в строй в 1933 г.
  - «Адмирал Шеер» — введён в строй в 1934 г.
  - «Адмирал граф Шпее» — заложен в 1932, введён в строй в 1936 г.

##### Лёгкие крейсера
- Тип «Эмден»:
  - «Эмден» — введён в строй в 1925 году.
- Тип «K»:
  - «Кенигсберг» — введён в строй в 1927 году.
  - «Карлсруэ» — введён в строй в 1927 году.
  - «Кёльн» — введён в строй в 1928 году.
- Тип «Лейпциг»:
  - «Лейпциг» — введён в строй в 1929 году.
  - «Нюрнберг» — введён в строй в 1934 году.

##### Малые корабли
- 6 миноносцев типа «Мёве»
- 6 миноносцев типа «Ильтис»
- 13 торпедных катеров типов S-1, S-2, S-6, S-10 (1930—1935)
- Учебно-артиллерийские корабли «Бремзе» и «Бруммер» (фактически минные заградители)

Кроме того, в 1934—1935 годах были заложены первые эсминцы (тип «1934»), вступившие в строй в 1937.

### Главнокомандующие

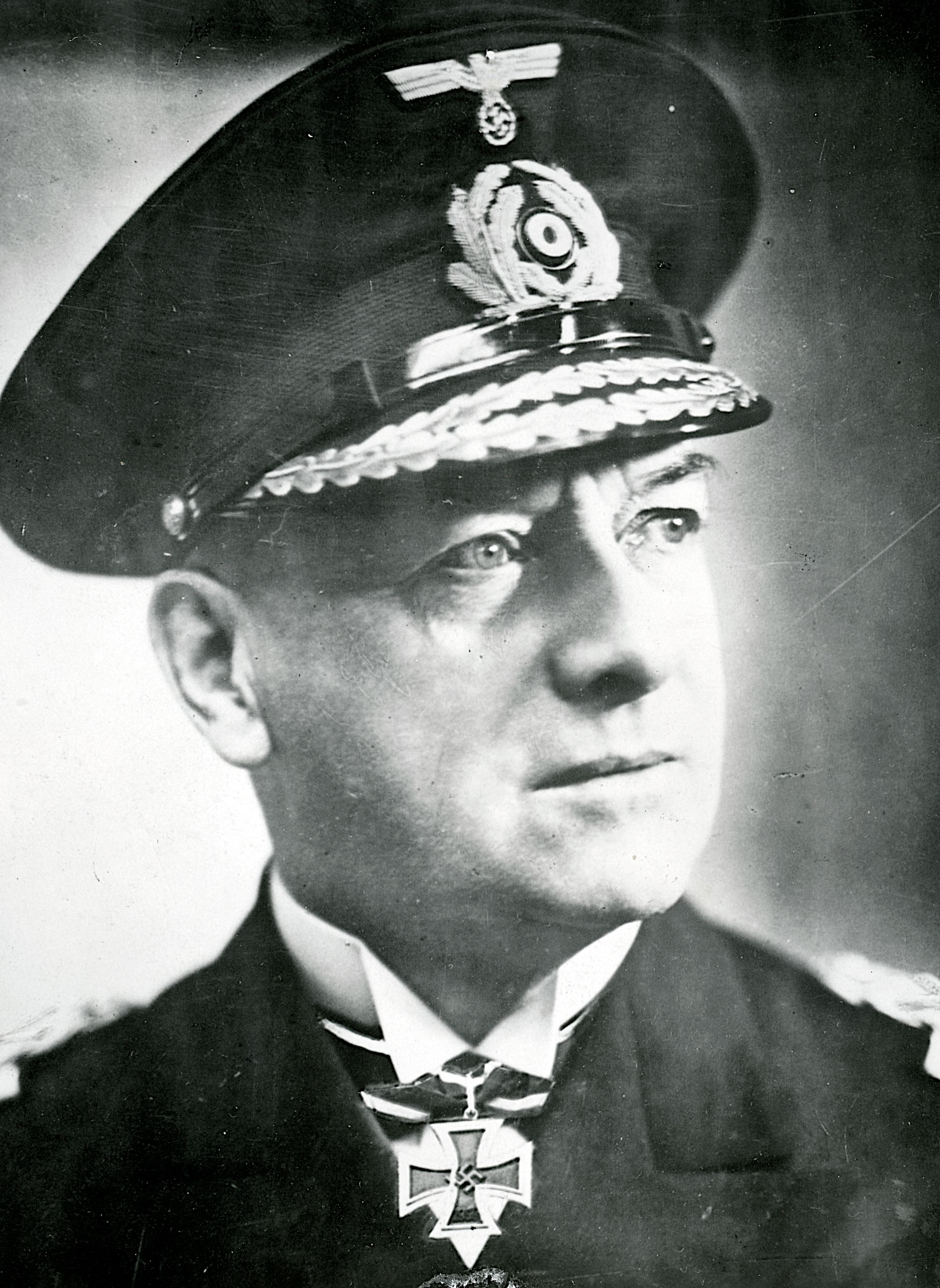
Гросс-адмирал Эрих Редер

- Вице-адмирал Адольф фон Трота (до марта 1920)
- Контр-адмирал Вильям Михаэлис (март — август 1920)
- Адмирал Пауль Бенке (сентябрь 1920 — сентябрь 1924)
- Адмирал Ганс Ценкер (октябрь 1924 — сентябрь 1928)
- Адмирал Эрих Редер (с октября 1928, затем главнокомандующий Кригсмарине до 1943 года)

## Звания
Флаг-офицеры
- Гроссадмирал (Großadmiral)
- Генерал-адмирал (Generaladmiral) (не присваивалось)
- Адмирал (Admiral)
- Вице-адмирал (Vizeadmiral)
- Контр-адмирал (Konteradmiral)
- Коммодор (Kommodore)

Штаб-офицеры
- Капитан 1-го ранга (Kapitän zur See)
- Капитан 2-го ранга (Fregattenkapitän)
  - в военных оркестрах - обер-музик-инспекциент (Obermusikinspizient)
- Капитан 3-го ранга (Korvettenkapitän)
  - в военных оркестрах - музик-инспекциент (Musikinspizient)

Обер-офицеры
- Капитан-лейтенант (Kapitänleutnant)
  - в военных оркестрах - штабс-музикмейстер (Stabsmusikmeister)
- Старший лейтенант флота (Oberleutnant zur See)
  - в военных оркестрах - обер-музикмейстер (Obermusikmeister)
- Лейтенант флота (Leutnant zur See)
  - в военных оркестрах - музикмейстер (Musikmeister)

Средние чины
- Старший фендрик флота (Oberfähnrich zur See)
- Фендрик флота (Fähnrich zur See)
- Морской кадет (Seekadett)

Унтер-офицеры
- Штабс-боцман (Stabsbootsmann)
  - Музыкант-штабс-фельдфебель (Musikstabsfeldwebel)
- Обер-боцман (Oberbootsmann)
  - Музыкант-обер-фельдфебель (Musikoberfeldwebel)
- Боцман (Bootsman)
  - Музикант-фельдфебель (Musikfeldwebel)
- Обер-маат (Obermaat)
- Маат (Maat)
  - в военных оркестрах - гобоист-маат (Hoboistenmaat)

Рядовые
- Матрос-штабс-ефрейтор (Matrosenstabsgefreiter)
- Матрос-обер-ефрейтор (Matrosenobergefreiter)
- Матрос-ефрейтор (Matrosengefreiter)
  - в военных оркестрах - гобоист-ефрейтор (Hoboistengefreiter)
- Старший матрос
  - в военных оркестрах - старший гобоист (Oberhoboistengast)
- Матрос (Matrose)